# بيكسان (تشغابور)
بيكسان (بالفارسية: بیکسان) هي قرية تقع في إيران في قسم تشغابور الريفي.